# Ersättningsförlängning
Ersättningsförlängning är ett ljudförändring varmed en vokal förlängs som följd av att en efterföljande konsonant faller bort, för att kompensera för konsonantbortfallet.

## Exempel
På fornnordiska föll /n/ bort före frikativorna /s r/, och vokalen förlängdes i samband med detta i ord som *gans > gās ’gås’, þunra > þōr ’Tor’, jämför tyska Gans och engelska thunder där konsonanten är bevarad och således uttalas med kort vokal.
På fornengelska föll de nasala konsonanterna /m n/ före frikativor vilket också förlängde föregående vokal i ord som fimf > fīf > five ’fem’ och *tonþ > tōþ > tooth.
På forniriska föll många konsonanter före t.ex. /l n/ med ersättningsförlängning av vokalen som följd, t.ex. urkeltiska *magl > forniriska maːl ’prins’; *etn > eːn ’fågel’.